# Gnomo

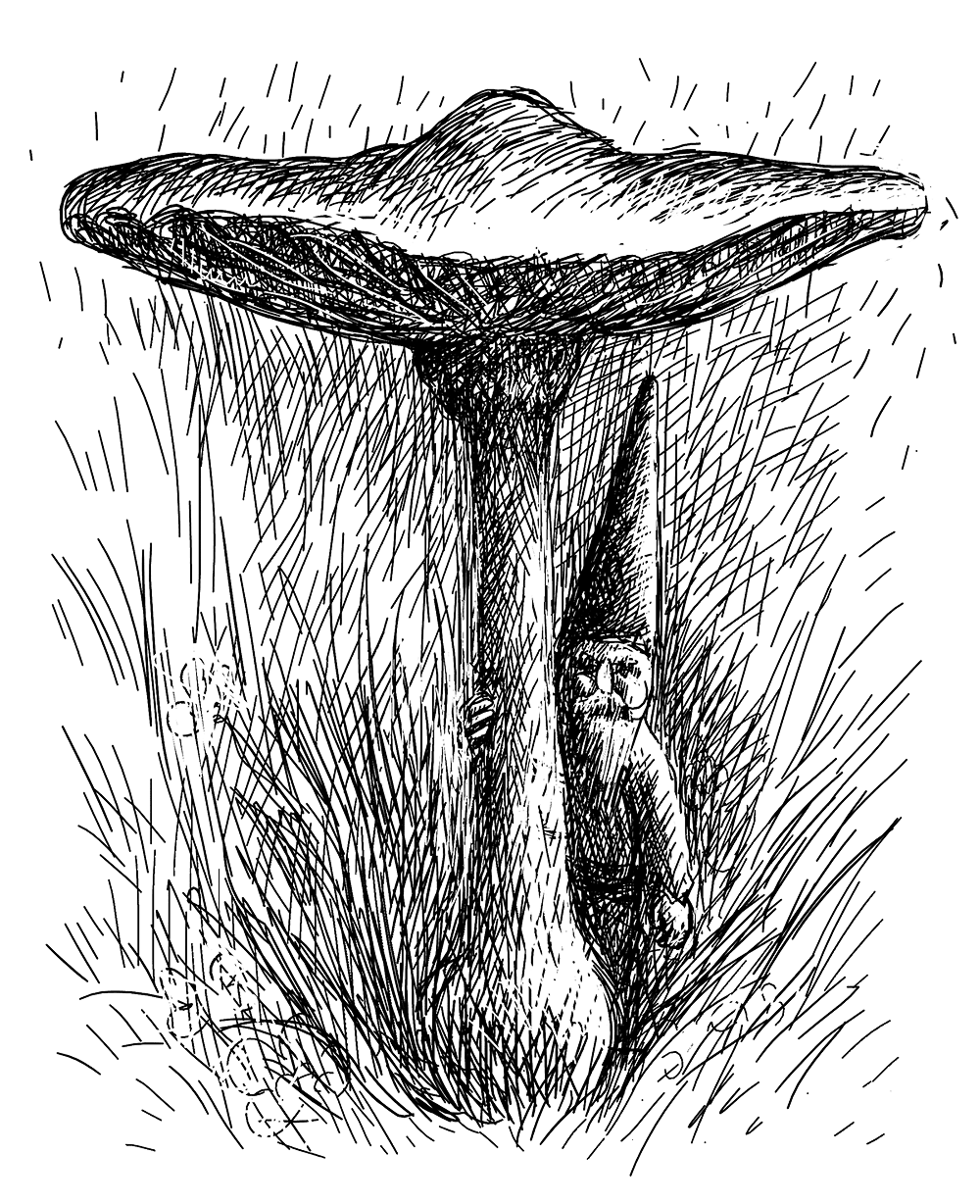
Uno gnomo nascosto dietro ad un'amanita

Nell'ambito della magia e dell'alchimia il termine gnomo venne introdotto da Paracelso dopo il 1493, nel suo Liber de nymphis, sylphis, pygmaeis et salamandris (ma stampato per la prima volta in italiano nel XVIII secolo), per indicare uno spirito ctonio, mentre in seguito il termine è stato adottato nel folklore europeo e utilizzato nella letteratura fantasy per designare spiritelli legati alla terra.
Paracelso fu il primo a menzionare gli gnomi, facendone derivare il nome dalla radice greca gnosis («conoscenza»). Paracelso considerava gli gnomi spiriti della terra e del sottosuolo, e sosteneva che potessero spostarsi all'interno del terreno con la stessa facilità con cui gli uomini camminano sopra di esso. Inoltre, sempre secondo Paracelso, i raggi del sole hanno il potere di trasformare gli gnomi in pietra. Tutti questi elementi sono anche tipici dei nani della mitologia nordica; queste due figure sono in effetti spesso sovrapposte e difficilmente distinguibili anche nel folklore e nella letteratura fantasy. Talune fonti confondono anche gli gnomi con altre creature fantastiche (soprattutto dei boschi), per esempio elfi e goblin.
Nel folklore europeo, gli gnomi - detti piccolo popolo o erroneamente anche folletti - sono creature fatate simili a uomini minuscoli. Sono tradizionalmente rappresentati come baffuti e barbuti, e a volte dotati di caratteristici cappelli a cono, spesso di colore rosso. Abitano nei boschi, e sono (come fate ed elfi) strettamente legati alla natura in cui abitano.
Gli gnomi appaiono frequentemente nelle fiabe della tradizione folcloristica germanica (e, per esempio, nei racconti dei fratelli Grimm); sono generalmente rappresentati come vecchietti minuscoli e burberi, che vivono sottoterra.
Uno dei testi moderni più celebri sugli gnomi è il libro Gnomi (Leven en werken van de Kabouter) pubblicato nel 1976 dall'illustratore naturalistico olandese Rien Poortvliet e di Wil Huygen, che ne descrisse minuziosamente ("pseudoscientificamente") usi e costumi, corredando la sua opera di illustrazioni che sono entrate nell'immaginario collettivo come rappresentazioni tipiche del "piccolo popolo". Secondo Poortvliet, gli gnomi costruiscono case sotto le radici degli alberi, si dedicano a curare gli animali della foresta, conoscono gli usi medicinali delle erbe. Da Gnomi e dai successivi libri di Poortvliet fu tratto il cartone animato David Gnomo amico mio.

## Gnomi moderni

### Nella letteratura
In diversi libri di Oz, a partire da Ozma di Oz appare un malvagio "re degli gnomi".
Tolkien ha usato il termine "gnomo" in alcune opere giovanili per indicare la seconda delle tre schiere degli elfi che intrapresero il loro viaggio verso Valinor; nelle successive stesure dei suoi racconti Tolkien attribuì alla seconda schiera il nome di Ñoldor. Un'eco di tale precedente denominazione del popolo Noldor si ritrova nelle appendici del romanzo Il Signore degli Anelli nelle quali Dama Galadriel viene definita la più grande tra le donne gnomiche.
Gnomi moderni, estremamente comici, sono quelli della trilogia del Piccolo Popolo dei Grandi Magazzini, di Terry Pratchett, anch'essi di provenienza extraterrestre. Gli gnomi appaiono anche nel ciclo di Discworld, ancora di Pratchett, nel quale sono umanoidi alti circa 15 centimetri, ma con la stessa forza di un essere umano. Simili agli gnomi sono i Nac Mac Feegle, una razza di folletti dai tratti stereotipicamente scozzesi, amanti delle risse, delle bevute e del furto, particolarmente di quello di bestiame.
Nella saga di Shannara di Terry Brooks, le creature chiamate "gnomi" non corrispondono assolutamente all'immagine tradizionale del piccolo popolo.
Nel racconto esoterico I Tarocchi degli Gnomi (Torino 1988) di Giordano Berti, il protagonista è uno gnomo chiamato Sichen, la cui avventura si sviluppa in dieci luoghi diversi, corrispondenti alle Sephiroth dell'Albero della Qabbalah.
Gli gnomi appaiono anche nella serie di libri di Harry Potter, in particolare nel romanzo Harry Potter e la camera dei segreti.

Gli gnomi sono citati anche da Bertold Brecht nella sua opera teatrale Vita di Galileo; nella quattordicesima e ultima scena l'autore fa pronunciare a Galileo la frase: 
(Galileo, scena 14)
In questa frase gli scienziati sono associati in maniera dispregiativa agli gnomi, visti come semplici esecutori materiali di ricerche e invenzioni delle cui ricadute etiche si disinteressano.
L'espressione "progenie di gnomi inventivi" è stata ripresa da Franco Laner e Vittorio Manfron nel titolo di un saggio del 1978 (La progenie degli gnomi inventivi) per sottolineare l'uso acritico dell'insegnamento delle materie tecniche e scientifiche nelle facoltà di architettura italiane.
Va altresì ricordato che Giacomo Leopardi scrisse il Dialogo di un folletto e di uno gnomo nelle Operette morali.

### Gnomi italiani
Molte razze di gnomi italiani sono descritte nel libro Il fantastico mondo degli gnomi di Dario Spada.
Nel libro Ardusli e gli gnomi dell'Appennino, Giovanni Zavalloni descrive un piccolo popolo che vive in una valle segreta dietro una cascata dell'Appennino Tosco-Emiliano.
Gnomi molto primitivi sono quelli "di caverna" raccontati da Francesca D'Amato nei libri Gnomi di caverna: i custodi dei tesori del sottosuolo e Avventure sotterranee per gnomi di caverna. Questi gnomi, ispirati al folklore alpino italiano, vivono sottoterra, coltivano radici, custodiscono tesori, sono coperti di pelliccia e non usano vestiti.
Guido Gozzano racconta di gnomi in La danza degli Gnomi. Il racconto viene inizialmente pubblicato sul Corriere della Sera e poi nel libro La danza degli Gnomi e altre fiabe: due sorellastre decidono di unirsi alla danza degli Gnomi; una delle due danza graziosamente, ricevendo in dono «bellezza e ricchezza, una con malagrazia, venendo trasformata in un mostro».
Celebre poi il Dialogo di un folletto e di uno gnomo, dalle Operette morali di Giacomo Leopardi (1827).
Nel Bellunese si tramandano le storie legate al mazaròl, un benevolo ma altrettanto suscettibile e vendicativo gnomo. Ad Asiago (VI) e in tutto l'Altopiano dei Sette Comuni da secoli vivono i sanguinelli o salvanelli, creature accomunabili agli gnomi e ai folletti che vivono tra le rocce e nelle tane ricavate alla base degli alberi. Esseri positivi e amichevoli, i sanguinelli di Asiago e dei Sette Comuni si limitano a fare degli scherzi agli esseri umani. "Pèrdarse nela pèca del sanguinèlo" significa "smarrire la strada dopo aver calpestato l'impronta del sanguinello". Gli gnomi dell'Altopiano rappresentano il collegamento tra i sanguinelli e le altre creature fantastiche dei boschi con il genere umano, anche con un'azione tesa alla riscoperta della fantasia e al rispetto dell'ambiente naturale.
Il libro Racconti Ritrovati del Re Adriano riporta degli Gnomi in Polesine. In particolare, si racconta di quattro Gnomi Arcani: Raudigo, Caleigo, Veimena e Atra. Questi Gnomi sono collegati al mito fondativo del Re Adriano (o Atrio) e del Bombasìn, altro personaggio leggendario e del folclore delle zone della Bassa Veneta. Dal testo, emerge come gli Gnomi siano al contempo spiriti naturali e la personificazione di tutti i racconti di un luogo, verbali e non, attraverso le ere e i secoli, portatori di sapienza e saggezza.
Sull'Appennino bolognese, in particolare tra Loiano, Monghidoro, Monterenzio, Monzuno e San Benedetto Val di Sambro, si narravano leggende di piccoli esseri, chiamati Barabén, oppure Barabanén, o anche Mazapécc, Sèltapécc o più semplicemente spìrit, che avevano l'abitudine di giocare scherzi di ogni genere ai viandanti sui sentieri boschivi. Ispirandosi parzialmente a quelle leggende, lo scrittore Giordano Berti ha pubblicato Il Monte dei Folletti, romanzo fantasy ambientato sull'Alpe di Monghidoro.
In Val Cavargna, in Provincia di Como si sono conservate nella tradizione popolare alcune leggente sui folletti locali, chiamati Bragola e Pelus di Kongau. Questi folletti sono esseri di piccola statura dalle lunghe braccia, pelosi, simili a scimmie, velocissimi ad intrufolarsi ovunque, coperti da pochi abiti a brandelli e con occhi piccoli e scintillanti. Per ricordare questa tradizione è sorto un villaggio degli gnomi presso l'Istituto Comprensivo di Como-Prestino-Breccia posto nei pressi del Parco Metropolitano Spina Verde. Ogni anno vengono effettuate diverse attività all'interno di questo percorso di GnomoTino che è gemellato con quello di Gnomo Mentino a Bagno di Romagna nell'Appennino Tosco-Romagnolo. Esiste un sito di riferimento sugli Gnomi del Lario realizzato senza scopi di lucro ma solo per attività didattiche.
In Campania, in Lucania e specialmente in tutta la Calabria Citeriore è conosciuto uno gnomo chiamato Monaciello o Monachiellu. In particolare in Sila, viene immaginato con piedi rotondi. Egli vive nelle soffitte delle case antiche o nei dirupi di case in rovina, in cui si manifesta soprattutto di notte mediante degli inspiegabili scricchiolii. È molto dispettoso e se si arrabbia compare di notte al capezzale dei letti "tirando" per i piedi i malcapitati mentre dormono. Può anche portarli nel regno dei morti se è davvero offeso.
A Paola, un comune della Calabria in provincia di Cosenza che si affaccia sul Mar Tirreno, vive "u Baganiedd" (italianizzato come Baganiello, nome probabilmente derivato da un diminutivo di Bagonghi): un omino generalmente mingherlino ed assai minuto, talvolta gobbo e mai più alto di un bambino, nonostante le fattezze adulte e seppure l'età non sia facilmente definibile, cambiando in base alle testimonianze. Nell'iconografia, similmente a molti altri spiritelli, Indossa pressoché sempre un cappello (comunemente descritto come simile al berretto frigio e di colore rosso). Possiede tratti in comune sia col Monaciello che con il Mazzamurello e, probabilmente, nasce da una matrice tradizionale ctonia comune; tuttavia, si distingue da entrambi, sviluppando un'identità autonoma. Egli vivrebbe al di sotto delle scale in legno, comuni nelle antiche dimore popolari, tra i vicoli e nei ruderi, talvolta rifugiandosi anche nelle case. Molto schivo, saprebbe rendersi invisibile e comunque non si interesserebbe granché delle vicende dei mortali, perciò a differenza di altri spiritelli non è famoso per compiere marachelle e dispetti; semmai vive una vita parallela ed analoga a quella che doveva essere la vita di un popolano dei secoli scorsi. I bambini sembrerebbero avere più facilità nell'avvistarlo ed un tempo questo avveniva con una certa frequenza, essendo la superstizione vivida e la tradizione popolare ancora molto sentita. Come molti altri spiriti ctoni e similmente ad esempio al Leprecauno, anche il Baganiello possiederebbe un ricco tesoro, nonostante i suoi abiti semplici ed austeri da villico non lo lascino sospettare affatto. Per ottenere il suo oro è necessario impossessarsi del suo berretto, del quale è molto geloso; perciò, qualora gli venisse sottratto, farebbe di tutto per riaverlo, compreso cedere il suo tesoro in cambio. Tuttavia, non sarebbe saggio tirare troppo la corda, dal momento che potrebbe indispettirsi, finendo col perseguitare il colpevole. Per liberarsene, sarebbe necessario fare ricorso a degli scongiuri, rivolgendosi a qualche Magara. Una tradizione più recente, venutasi a creare fra anni '80 e '90 del secolo scorso in un contesto poco chiaro, stravolge molti dei punti cardine della tradizione. Innanzitutto, non fa più menzione o perlomeno non pone alcun accento sulla presenza del cappello, semmai introduce due elementi distintivi totalmente ex-novo: una mano fatta di paglia (sottintendendola come riempita d'oro) e l'altra di ferro. Una volta catturato con l'intento di ottenere il suo tesoro, il Baganiello chiederebbe di scegliere una delle mani chiuse (nella quale è sottinteso stringerebbe una o più monete d'oro), finendo però immancabilmente con lo sferrare un pugno nel viso, impiegando la mano opposta a quella che venga indicata. Pertanto, senza rispettare la propria parola data. Ad ogni modo, qualunque mano si scelga, il risultato resterebbe sempre il medesimo, dal momento che la mano di paglia sarebbe imbottita di monete, mentre l'altra sarebbe guantata od interamente fatta di metallo, cosa che renderebbe un pugno sferrato con qualsivoglia delle mani, egualmente doloroso. Dopo aver stordito il malcapitato, il Baganiello si dileguerebbe in un baleno, senza lasciare tracce. Questa versione, nella quale è impossibile ottenere il suo tesoro, è forse in parte frutto della volontà di razionalizzare il fatto che, da molto tempo a questa parte, non vi fossero testimonianze di tesori misteriosi e gente arricchitasi improvvisamente dalla sera alla mattina. Non è poi da escludere anche una componente volta a giustificare tutti coloro che, pur asserendo ancora di aver visto ed addirittura catturato il Baganiello, non si erano però arricchiti. Quale che sia la ragione, questa revisione originale, a tratti contraddice quella tradizionale, deprivandola del valore simbolico di molte caratteristiche peculiari con valore simbolico. Riguardo la genesi di questa reinterpretazione, è possibile speculare si tratti di una sincrasi avvenuta spontaneamente, ad opera di ragazzini che, avendo orecchiato la tradizione popolare antica, ne restarono affascinati, pur non comprendendone il reale valore allegorico e la simbologia. Perciò, a fronte di una narrazione che presenta alcune criticità inconciliabili con un pensiero più moderno ed ormai deprivato largamente della componente della superstizione e del sovrannaturale; e probabilmente anche sotto l'influenza di fonti esterne come il cinema, la letteratura o i videogiochi; si maturò una nuova visione del Baganiello. Un fenomeno di per sé interessante, che tuttavia stravolge il ruolo e della figura, ponendola in una posizione singolare, che arriva a contraddire il canone di una creatura che la tradizione vorrebbe obbligata a rispettare i patti e la parola data, che ora invece ha facoltà di esercitare arbitrio e rifiutarsi sistematicamente.
Nell'isola di Sardegna le tradizioni e leggende legate all'arcano, agli spiriti e alle creature fantastiche sono numerose, e quelle che riguardano gli gnomi si perdono nella notte dei tempi. Tra queste, si ricorda la foresta degli gnomi nel paese di Villacidro, che prende forma durante i 24 giorni dell'Avvento. I nomi degli gnomi di Sardegna inoltre variano da paese a paese: a Sassari si trova il Pindacciu di li setti barretti, mentre nel Logudoro si incontra la creatura detta Ammuttadore. Altri spiritelli associati agli gnomi sono i Mazzamurreddus, i Baottus, i Maschingannas (questi ultimi spesso confusi con i Tialus, i demoni), gli Arestes e così via.

### Nei giochi e nei videogiochi
Gli gnomi sono una delle razze del gioco di ruolo Dungeons & Dragons.
Gli gnomi svolgono un ruolo importante nella serie di videogiochi Warcraft, dove sono rappresentati come leggermente più bassi dei nani e sviluppatori delle tecnologie più improbabili e distruttive.
Altri videogiochi con protagonisti gli gnomi includono Gnome Ranger e 2 Fast 4 Gnomz.
Nella serie di libri e di videogiochi The Witcher gli gnomi insieme a nani, elfi, e doppler (mutaforma), fanno parte delle razze antiche cioè tutti gli esseri senzienti non umani.

### Gli gnomi nella musica
- La canzone di David Bowie: The Laughing Gnome, racconta la storia di uno gnomo sghignazzante.
- L'opera del gruppo musicale progressive dei Gong racconta una storia psichedelica fra i cui protagonisti ci sono una razza di alieni simili a gnomi e che comunicano telepaticamente attraverso lo spazio per mezzo di una radio pirata dal nome "Radio Gnome Invisible".
- I primi album dei Pink Floyd contengono diversi riferimenti al "piccolo popolo", in particolare proprio The Gnome, dall'album di esordio del 1967 composto quasi interamente da Syd Barrett, The Piper at the Gates of Dawn.
- Nel poema sinfonico di Ottorino Respighi Ballata delle Gnomidi (1920), ispirato all'omonima poesia di Carlo Clausetti, è evocata una brutale e grottesca scena in cui due gnomidi torturano e uccidono il marito condiviso in una prima notte di nozze infernale, che termina con il lancio della vittima da uno strapiombo e una danza infernale cui si unisce tutto il "piccolo popolo" invasato.